# 12.ª etapa do Tour de France de 2020
A 12. ª etapa do Tour de France de 2020 desenvolveu-se na quinta-feira 10 de setembro entre Chauvigny e Sarran, na uma distância de 218 quilómetros, a mais longa desta Volta de 2020.

## Percurso
A primeira parte da etapa é plana, por isso não deve ter muitas dificuldades. Efectivamente, a segunda parte conta com várias dificuldades : a subida de San Martín-Terressus (1,5 km ao 8,8 %), de Eybouleuf (2,8 km ao 5,2 %) e da Croix du Pey (4,8 km ao 6 %) para acabar pelo Suc au May (3,8 km ao 7,7 %, 2.º categoria e bonificações).  A estrada permanece escarpada até à chegada a Sarran com uma chegada em subida.

## Desenvolvimento da carreira
Os seis escapados estão a ser apanhados desde as primeiras pendentes da subida da Croix du Pey. Søren Kragh Andersen e Tiesj Benoot (Sunweb) saiam do pelotão, rapidamente apanhados por Marc Soler (Movistar). Enquanto uma contra-ataque proporcionado forma-se ao longo da ascensão, o trío está apanhado pouco antes a cimeira por Maximilian Schachmann (Bora-Hansgrohe), Quentin Pacher (B&B Vital Concepts) e Marc Hirschi. Na subida do Suc au May, Soler ataca, seguido por Hirschi. Este último abre rapidamente um espaço a Soler e Schachmann, enquanto Julian Alaphilippe, acompanhado pelo seu jogador Dries Devenyns, acelera e é apanhado pelo grupo de contra. O dúo de perseguição é apanhado na descida pelo grupo Alaphilippe. Este grupo é sacudido por numerosos ataques nos últimos quilómetros. Hirschi resiste bem e se impõe finalmente com 47 segundos de antemão a Pierre Rolland e 52 segundos a um grupo de 6 corredores, regulado por Kragh Andersen. Peter Sagan consegue o sprint do pelotão para o 13.º lugar a 2 minutos 30 do vencedor.  O esloveno Primož Roglič manteve um dia mais a liderança.

## Classificação da etapa
| \| Classificação por etapas \| Classificação por etapas \| Classificação por etapas \| Classificação por etapas \| Classificação por etapas \| \| Ciclista \| Ciclista \| Equipe \| Tempo \| \| \| ------------------------ \| ------------------------ \| -------------------------------- \| ------------------------ \| ------------------------ \| \| 1. \| Marc Hirschi \| Team Sunweb \| 5h08m49s \| \| \| 2. \| Pierre Rolland \| B&B Hotels-Vital Concept p/b KTM \| + 47s \| \| \| 3. \| Søren Kragh Andersen \| Team Sunweb \| + 52s \| \| \| 4. \| Quentin Pacher \| B&B Hotels-Vital Concept p/b KTM \| + 52s \| \| \| 5. \| Jesús Herrada \| Cofidis \| + 52s \| \| \| 6. \| Maximilian Schachmann \| Bora-Hansgrohe \| + 52s \| \| \| 7. \| Hugo Houle \| Astana \| + 52s \| \| \| 8. \| Sébastien Reichenbach \| Groupama-FDJ \| + 52s \| \| \| 9. \| Kenny Elissonde \| Trek-Segafredo \| + 56s \| \| \| 10. \| Nicolas Roche \| Team Sunweb \| + 56s \| \| |                       |                                  |          |
| |                       |                                  |          |
| Fonte: ProCyclingStats |                       |                                  |          |
| Classificação por etapas |                       |                                  |          |
| Ciclista | Ciclista              | Equipe                           | Tempo    |
| 1. | Marc Hirschi          | Team Sunweb                      | 5h08m49s |
| 2. | Pierre Rolland        | B&B Hotels-Vital Concept p/b KTM | + 47s    |
| 3. | Søren Kragh Andersen  | Team Sunweb                      | + 52s    |
| 4. | Quentin Pacher        | B&B Hotels-Vital Concept p/b KTM | + 52s    |
| 5. | Jesús Herrada         | Cofidis                          | + 52s    |
| 6. | Maximilian Schachmann | Bora-Hansgrohe                   | + 52s    |
| 7. | Hugo Houle            | Astana                           | + 52s    |
| 8. | Sébastien Reichenbach | Groupama-FDJ                     | + 52s    |
| 9. | Kenny Elissonde       | Trek-Segafredo                   | + 56s    |
| 10. | Nicolas Roche         | Team Sunweb                      | + 56s    |

## Classificações ao final da etapa

### Classificação geral(Maillot Jaune)
| \| Classificação geral \| Classificação geral \| Classificação geral \| Classificação geral \| Classificação geral \| \| Ciclista \| Ciclista \| Equipe \| Tempo \| \| \| ------------------- \| ------------------- \| ------------------- \| ------------------- \| ------------------- \| \| 1. \| Primož Roglič \| Jumbo-Visma \| 51h26m43s \| \| \| 2. \| Egan Bernal \| Ineos Grenadiers \| + 21s \| \| \| 3. \| Guillaume Martin \| Cofidis \| + 28s \| \| \| 4. \| Romain Bardet \| AG2R La Mondiale \| + 30s \| \| \| 5. \| Nairo Quintana \| Arkéa-Samsic \| + 32s \| \| \| 6. \| Rigoberto Urán \| EF Pro Cycling \| + 32s \| \| \| 7. \| Tadej Pogačar \| UAE Team Emirates \| + 44s \| \| \| 8. \| Adam Yates \| Mitchelton-Scott \| + 1m02s \| \| \| 9. \| Miguel Ángel López \| Astana \| + 1m15s \| \| \| 10. \| Mikel Landa \| Bahrain McLaren \| + 1m42s \| \| |                    |                   |           |
| |                    |                   |           |
| Fonte: ProCyclingStats |                    |                   |           |
| Classificação geral |                    |                   |           |
| Ciclista | Ciclista           | Equipe            | Tempo     |
| 1. | Primož Roglič      | Jumbo-Visma       | 51h26m43s |
| 2. | Egan Bernal        | Ineos Grenadiers  | + 21s     |
| 3. | Guillaume Martin   | Cofidis           | + 28s     |
| 4. | Romain Bardet      | AG2R La Mondiale  | + 30s     |
| 5. | Nairo Quintana     | Arkéa-Samsic      | + 32s     |
| 6. | Rigoberto Urán     | EF Pro Cycling    | + 32s     |
| 7. | Tadej Pogačar      | UAE Team Emirates | + 44s     |
| 8. | Adam Yates         | Mitchelton-Scott  | + 1m02s   |
| 9. | Miguel Ángel López | Astana            | + 1m15s   |
| 10. | Mikel Landa        | Bahrain McLaren   | + 1m42s   |

### Classificação por pontos(Maillot Vert)
| Classificação por pontos | Classificação por pontos | Classificação por pontos         | Classificação por pontos | Classificação por pontos |
| Ciclista                 | Ciclista                 | Equipe                           | Pontos                   |                          |
| ------------------------ | ------------------------ | -------------------------------- | ------------------------ | ------------------------ |
| 1.                       | Sam Bennett              | Deceuninck-Quick Step            | 252 pts                  |                          |
| 2.                       | Peter Sagan              | Bora-Hansgrohe                   | 186 pts                  |                          |
| 3.                       | Bryan Coquard            | B&B Hotels-Vital Concept p/b KTM | 162 pts                  |                          |
| 4.                       | Caleb Ewan               | Lotto-Soudal                     | 155 pts                  |                          |
| 5.                       | Matteo Trentin           | CCC Team                         | 146 pts                  |                          |
| 6.                       | Wout van Aert            | Jumbo-Visma                      | 131 pts                  |                          |
| 7.                       | Alexander Kristoff       | UAE Team Emirates                | 100 pts                  |                          |
| 8.                       | Michael Mørkøv           | Deceuninck-Quick Step            | 100 pts                  |                          |
| 9.                       | Marc Hirschi             | Team Sunweb                      | 90 pts                   |                          |
| 10.                      | Julian Alaphilippe       | Deceuninck-Quick Step            | 88 pts                   |                          |

### Classificação da montanha(Maillot à Pois Rouges)
| Classificação da montanha | Classificação da montanha | Classificação da montanha        | Classificação da montanha | Classificação da montanha |
| Ciclista                  | Ciclista                  | Equipe                           | Pontos                    |                           |
| ------------------------- | ------------------------- | -------------------------------- | ------------------------- | ------------------------- |
| 1.                        | Benoît Cosnefroy          | AG2R La Mondiale                 | 36 pts                    |                           |
| 2.                        | Nans Peters               | AG2R La Mondiale                 | 31 pts                    |                           |
| 3.                        | Marc Hirschi              | Team Sunweb                      | 31 pts                    |                           |
| 4.                        | Toms Skujiņš              | Trek-Segafredo                   | 24 pts                    |                           |
| 5.                        | Quentin Pacher            | B&B Hotels-Vital Concept p/b KTM | 21 pts                    |                           |
| 6.                        | Primož Roglič             | Jumbo-Visma                      | 18 pts                    |                           |
| 7.                        | Tadej Pogačar             | UAE Team Emirates                | 14 pts                    |                           |
| 8.                        | Carlos Verona             | Movistar Team                    | 14 pts                    |                           |
| 9.                        | Neilson Powless           | EF Pro Cycling                   | 14 pts                    |                           |
| 10.                       | Michael Gogl              | NTT Pro Cycling                  | 12 pts                    |                           |

### Classificação do melhor jovem(Maillot Blanc)
| Classificação dos jovens | Classificação dos jovens | Classificação dos jovens | Classificação dos jovens | Classificação dos jovens |
| Ciclista                 | Ciclista                 | Equipe                   | Tempo                    |                          |
| ------------------------ | ------------------------ | ------------------------ | ------------------------ | ------------------------ |
| 1.                       | Egan Bernal              | Ineos Grenadiers         | 51h27m04s                |                          |
| 2.                       | Tadej Pogačar            | UAE Team Emirates        | + 23s                    |                          |
| 3.                       | Enric Mas                | Movistar Team            | + 1m41s                  |                          |
| 4.                       | Sergio Higuita           | EF Pro Cycling           | + 12m54s                 |                          |
| 5.                       | Daniel Felipe Martínez   | EF Pro Cycling           | + 1h03m20s               |                          |
| 6.                       | Valentin Madouas         | Groupama-FDJ             | + 1h03m30s               |                          |
| 7.                       | Marc Hirschi             | Team Sunweb              | + 1h03m54s               |                          |
| 8.                       | Neilson Powless          | EF Pro Cycling           | + 1h07m48s               |                          |
| 9.                       | Harold Tejada            | Astana                   | + 1h10m15s               |                          |
| 10.                      | David Gaudu              | Groupama-FDJ             | + 1h15m16s               |                          |

### Classificação por equipas(Classement par Équipe)
| Classificação por equipes | Classificação por equipes | Classificação por equipes | Classificação por equipes |
| Equipe                    | Equipe                    | Tempo                     |                           |
| ------------------------- | ------------------------- | ------------------------- | ------------------------- |
| 1.                        | Movistar Team             | 154h26m36s                |                           |
| 2.                        | Trek-Segafredo            | + 4m18s                   |                           |
| 3.                        | EF Pro Cycling            | + 5m37s                   |                           |
| 4.                        | AG2R La Mondiale          | + 13m47s                  |                           |
| 5.                        | Jumbo-Visma               | + 17m32s                  |                           |
| 6.                        | Astana                    | + 19m01s                  |                           |
| 7.                        | Ineos Grenadiers          | + 26m32s                  |                           |
| 8.                        | Bahrain McLaren           | + 33m38s                  |                           |
| 9.                        | Mitchelton-Scott          | + 40m35s                  |                           |
| 10.                       | Arkéa-Samsic              | + 1h14m31s                |                           |

## Abandonos
- Ilnur Zakarin não completou a etapa como tinha uma costelha lesionada como consequência de uma queda no dia anterior.[2]